# Max Fluß
Max Fluß (* 22. Januar 1889 in Wien; † 8. März 1935 ebenda) war ein österreichischer Gymnasiallehrer und Historischer Geograph.

## Leben
Max Fluß studierte Klassische Philologie und Geschichte an der Universität Wien und wurde 1912 mit einer Dissertation über eine spätmittelalterliche Geschichte Österreichs promoviert. Anschließend absolvierte er den Vorbereitungsdienst für das gymnasiale Lehramt. Während des Ersten Weltkriegs diente er als Infanterist.
Ab 1919 arbeitete Fluß als Gymnasiallehrer in Wien. Neben dem Unterricht beschäftigte er sich mit Forschungen zu historischer Geographie. Er verfasste zahlreiche Artikel für die Realencyclopädie der classischen Altertumswissenschaft, Literaturberichte, Aufsätze und Hilfsbücher für den Geographieunterricht.
Am 8. März 1935 verstarb Max Fluß im Allgemeinen Krankenhaus der Stadt Wien an Tuberkulose.

## Schriften (Auswahl)
- Anonymi historia rerum Austriacarum ab a.C. 1454 usque ad a.C. 1467. Wien 1912 (Dissertation).
- Donaufahrten und Donauhandel im Mittelalter und in neueren Zeiten (= Aus Österreichs Vergangenheit. Band 22). Wien 1920.
- Leitfaden der Wirtschafts- und Gesellschaftskunde. Teil 1: Wirtschaftskunde. Wien 1926.